# 红旗桥街道
红旗桥街道，是中华人民共和国湖北省黃石市黄石港区下辖的一个乡镇级行政单位。

## 行政区划
红旗桥街道下辖以下地区：
红旗桥社区、海观山社区、市建村社区、武汉路社区、地质里社区、亚光社区、南岳社区和王家里社区。